# 徐華謙
徐華謙是台灣電影演員、舞台劇演員、表演教師，高雄市人。畢業於國立台北藝術大學戲劇學系，主修表演、國立台北藝術大學劇場藝術研究所。2014年因在電影《廢物》演出而爲人熟識。現為國立台北藝術大學電影創作學系教師，主要教授電影表演。

## 舞台劇
- 少年金釵男孟母[3]

## 電影作品
- 1995年，我的美麗與哀愁
- 1998年，海上花
- 2011年，命運化妝師
- 2014年，廢物
- 2021年，月老 (電影)

## 音樂錄影帶作品
- 2012年, 張懸《艷火》
- 2012年, 張懸《玫瑰色的你》
- 2013年, 林俊傑《以後要做的事》
- 2013年, 李健《異鄉人》
- 2015年, 吳汶芳《孤獨的總和》
- 2017年, 林俊傑《偉大的渺小》
- 2019年, 滅火器《十二月的妳》
- 2020年, 許光漢《別再想見我》

## 外部連結
- 徐華謙在豆瓣上的资料（简体中文）